# Sophie Monk
Sophie Charlene Akland Monk (Londres, 14 de desembre de 1979) és una cantant, model i actriu australiana nascuda de pares australians a Anglaterra. Fou membre del grup de noies Bardot i també ha cantat en solitari. Ha actuat a diverses pel·lícules.